# Rafael Cabral
Rafael Cabral ou plus connu simplement comme Rafael est un footballeur international brésilien né le 20 mai 1990 à Sorocaba. Il évolue au poste de gardien de but.

## Naples
Rafael s'engage pour Naples à la saison 2013-2014 pour 5M d'euros en provenance de Santos. Il joue son premier match de ligue des champions contre Arsenal victoire des siens 2-0 Rafael ayant fait un clean sheet face à l'équipe anglais, cela sera insuffisant puisque le Napoli est éliminé des phases de groupes malgré le nombre de points identiques que Dortmund et Arsenal.
Lors de la saison 2013-2014, il joue quelques matchs de Ligue des champions puis de Ligue Europa et commence à gagner peu à peu une place de titulaire mais se blesse pour 6 mois ayant une rupture des ligaments croisés antérieurs du genou contre Swansea (score de 0-0) en Ligue Europa juste avant la mi-temps, sa saison est alors finie.
En Août 2014, Taffarel préparateur des gardiens de l'équipe nationale du Brésil aurait suggéré Rafael Cabral à Dunga sélectionneur de la Seleçao.
Lors de la saison 2014-2015 José Reina fait son retour de prêt et quitte Naples, Rafael est donc le choix numéro 1 de l'entraîneur Benitez et est titulaire indiscutable.
Le 22 décembre 2014, lors de la Supercoupe d'Italie face à la Juventus à Doha en Qatar, il arrête deux tirs au but permettant aux Napolitains de remporter le 2e trophée de leur histoire.

## Après
Le 6 août 2019, il rejoint Reading FC.

## Carrière internationale
Rafael joue son premier match avec la seleçao contre les États-Unis le 30 mai 2012 avec une victoire 4-1 à la clé.
Rafael Cabral est appelé pour jouer avec l'équipe nationale du Brésil des moins de 23 ans aux jeux olympiques d'été à Londres, mais doit déclarer forfait à la suite d'une blessure.

## Palmarès
Santos FC
- Copa Libertadores : 2011
- Championnat de São Paulo de football : 2011

 SSC Naples
- Coupe d'Italie : 2014.
- Supercoupe d'Italie : 2014.